# Gene Polito
Gene Polito (eigentlich Eugene Emmanuel Polito, * 13. September 1918 in Brooklyn; † 28. November 2010 in Irvine, Kalifornien) war ein US-amerikanischer Kameramann.

## Leben
Polito war Sohn des Kameramannes Sol Polito, der für Warner Brothers arbeitete und wuchs an der Westküste der Vereinigten Staaten auf. Er besuchte die Loyola High School in Los Angeles und schloss die University of Southern California mit einem Bachelor in Ingenieurwesen ab; in diesem Beruf arbeitete er auch in der Kriegszeit für Douglas Aircraft.
Lange nach dem Zweiten Weltkrieg, 1959, trat er in die Fußstapfen seines Vaters und arbeitete von da an vierzig Jahre als Kameramann für Filmproduktionen und vor allem für das Fernsehen; er war Mitglied der American Society of Cinematographers. 1980 wurde er Professor an der School of Cinematic Arts seiner Universität. Im siebzigsten Lebensjahr beendete er diese letzte berufliche Aufgabe.

## Filmografie (Auswahl)
- 1952: Zu allem entschlossen (Meet Danny Wilson) (Kameraführer)
- 1959: Letter to Loretta (Fernsehserie)
- 1960: Die Plünderer (The Plunderers)
- 1970: Colossus (Colossus: The Forbin Project)
- 1973: Westworld
- 1974: Das Phantom von Hollywood (The Phantom of Hollywood)
- 1976: Futureworld – Das Land von Übermorgen (Futureworld)
- 1978: Viel Rauch um nichts (Up in Smoke)
- 1981: Bis zum letzten Schuß (Gangster Wars)